# Mariño (Sucre)
Pour les articles homonymes, voir Mariño.
Mariño est l'une des quinze municipalités de l'État de Sucre au Venezuela. Son chef-lieu est Irapa. En 2011, la population s'élève à 22 338 habitants.

## Géographie

### Subdivisions
La municipalité est divisée en cinq paroisses civiles avec, chacune à sa tête, une capitale (entre parenthèses) :
- Campo Claro (Campo Claro) ;
- Irapa (Irapa) ;
- Marabal (Marabal) ;
- San Antonio de Irapa (San Antonio de Irapa) ;
- Soro (Soro).